# Portea silveirae
Portea silveirae är en gräsväxtart som beskrevs av Carl Christian Mez. Portea silveirae ingår i släktet Portea och familjen Bromeliaceae. Inga underarter finns listade i Catalogue of Life.